# Liste der Kulturdenkmäler in Eppelsheim
In der Liste der Kulturdenkmäler in Eppelsheim sind alle Kulturdenkmäler der rheinland-pfälzischen Ortsgemeinde Eppelsheim aufgeführt. Grundlage ist die Denkmalliste des Landes Rheinland-Pfalz (Stand: 25. März 2025).

## Denkmalzonen
| Bezeichnung                    | Lage                                     | Baujahr | Beschreibung                                                                               | Bild |
| ------------------------------ | ---------------------------------------- | ------- | ------------------------------------------------------------------------------------------ | ---- |
| Denkmalzone Jüdischer Friedhof | westlich des Ortes; Flur Im Schloss Lage | 1833    | auf dem 1833 angelegten, umfriedeten Areal circa 80 Steine, 19. und frühes 20. Jahrhundert | BW   |

## Einzeldenkmäler
| Bezeichnung                    | Lage                                                               | Baujahr                             | Beschreibung | Bild            |
| ------------------------------ | ------------------------------------------------------------------ | ----------------------------------- | --- | --------------- |
| Ortsbefestigung                | An der Allee, Beim Dorfgraben, Körnerstraße, Weiherwiese etc. Lage | 1382                                | spätmittelalterliche Wall-Graben-Befestigung, 1382 erwähnt, ehemals mit Ulmen bewachsen („Effenring“); eine der am besten erhaltenen mittelalterlichen Dorfbefestigungen Rheinhessens | Fotos hochladen |
| Alter Friedhof                 | Bahnhofstraße Lage                                                 | ab 1864                             | auf dem Friedhof: - Ehrengräberfeld für Kriegsteilnehmer 1914/18, belegt 1918–1973; neun gusseiserne Kreuze und 77 Kunststeinkreuze, drei Steine ohne Kreuz; eine der bedeutendsten Anlagen dieser Art in der Region; - Kriegerdenkmal 1870/71, Gusseisenkreuz, bezeichnet 1906; - Kriegerdenkmal 1914/18, Sandsteinpfeiler, 1923; - Kriegerdenkmal 1939/45, trauernde Mutter, 1961; - im alten Teil: Grabmal Jacob Wertz I. († 1864), Stele mit vegetabilischer Bekrönung; Grabmal Friederike Wilhelmine Weiss († 1903), Neurenaissance-Ädikula; Grabmal Karl und Philipp Stier I. (beide † 1906), neugotisch mit wimpergförmigem Abschluss; Grabmal Elise Dohm († 1897), Säule mit Blütenkranz - im Erweiterungsteil: Grabmal Eheleute Jakob Trapp († 1918), Stele mit Sanduhr | BW              |
| Hofanlage                      | Bahnhofstraße 10/12 Lage                                           | vor 1817                            | ehemaliger Vierseithof; Nr. 12: eingeschossiger Bruchsteinbau mit Krüppelwalmdach, vor 1817; Nr. 10: eingeschossiger verputzter Bruchsteinbau, bezeichnet 1818; tonnengewölbter Kellerbau, Stallgebäude | BW              |
| Hofanlage                      | Bahnhofstraße 21 Lage                                              | 18. Jahrhundert                     | Vierseithof, im Kern aus dem 18. Jahrhundert; eingeschossiger spätbarocker Krüppelwalmdachbau, teilweise Fachwerk, bezeichnet 1767 und 1805; Hochkeller bezeichnet 1805, zweischiffiger Gewölbekeller 1842, Toranlage bezeichnet 1820 | BW              |
| Bahnhof Eppelsheim             | Bahnhofstraße 87/89 Lage                                           |                                     | Bahnhof, 1867; spätklassizistischer Sandsteinquaderbau, eingeschossige Anbauten; teilweise original Ausstattung | Fotos hochladen |
| Spritzenhaus                   | Gau-Heppenheimer Straße 1 Lage                                     | 1864                                | ehemaliges Spritzenhaus; Putzbau mit integriertem Schlauchtrockenturm, steil proportionierte Giebelfassade, 1864, 1931 umgebaut (zeittypische Eckfenster) und vergrößert; straßenbildprägend | BW              |
| Hofanlage                      | Gau-Heppenheimer Straße 13 Lage                                    | frühes 19. Jahrhundert              | nachbarocke Hofanlage, frühes 19. Jahrhundert; eingeschossiger Putzbau mit Fachwerkgiebeln, bezeichnet 1804, ehemaliger Pferdestall; Bruchsteinbau mit Scheunenfunktion; Kuhstall um 1840; Hoftor bezeichnet 1813 | BW              |
| Dalberger Turm                 | Gau-Heppenheimer Straße 22 Lage                                    | erstes Viertel des 16. Jahrhunderts | sechsgeschossiger Wehrturm mit Pyramidendach, wohl aus dem ersten Viertel des 16. Jahrhunderts, 1732/33 Umbau (Dachtragwerk datiert 1733); Teile der einst mit Wehrgang versehenen Bruchsteinmauer; in der Scheune Portal (zweitverwendet), bezeichnet 1734; im Garten ehemaliger Grenzstein; im Gebäude Reliefstein mit Dalberger Allianzwappen, bezeichnet 1613 | Fotos hochladen |
| Wappenstein                    | Gau-Heppenheimer Straße, an Nr. 24 Lage                            | 18. Jahrhundert                     | barocker Wappenstein, 18. Jahrhundert | BW              |
| Hofanlage                      | Hangen-Weisheimer Straße 6 Lage                                    | 18. und 19. Jahrhundert             | Hofanlage des 18. und 19. Jahrhunderts; spätklassizistisches Wohnhaus, Kalkbruchsteinbau mit Kniestock, bezeichnet 1848, mit Ausstattung; Toranlage, dreischiffiger kreuzgratgewölbter Stall, Scheune bezeichnet 1793, Brunnen, ausgedehnter Garten | BW              |
| Türsturz, Wappenstein, Brunnen | Hangen-Weisheimer Straße, an Nr. 9 Lage                            | ab 1711                             | ehemaliger Türsturz, bezeichnet 1711; in der Hofmauer Reliefstein mit Wappen; im Garten zwei klassizistische Schwengelpumpen | BW              |
| Hofanlage                      | Hauptstraße 8 Lage                                                 | ab 1811                             | Hofanlage; spätklassizistisches Wohnhaus, Architekt August Ermel, Worms, mit älteren Teilen; tonnengewölbter Keller, nördlicher Eingang bezeichnet 1818; Doppelscheune, ein Kellerbogen bezeichnet 1811, westlicher Trakt von 1925, Architekt Heinrich Döss, Alzey; straßenbildprägend | Fotos hochladen |
| Neue Schule                    | Jahnstraße 4 Lage                                                  | 1908                                | eingeschossiger Mansarddachbau, Heimatstil, separates Toilettenhaus, Schwengelpumpe, bezeichnet 1908 | BW              |
| Hofanlage                      | Kirchgasse 2 Lage                                                  | erste Hälfte des 18. Jahrhunderts   | barocker Dreiseithof; barockes Eckwohnhaus, teilweise Zierfachwerk (verputzt), erste Hälfte des 18. Jahrhunderts, Aufstockung 1905; Bruchsteinscheune, bezeichnet 1769, mit tonnengewölbten Kellern; dreischiffiger Gewölbestall, vor 1863; Toranlage, um 1830; straßenbildprägend | BW              |
| Evangelische Kirche            | Kirchgasse 18 Lage                                                 | 11. Jahrhundert                     | spätbarock-frühklassizistischer Walmdach-Saalbau, bezeichnet 1791, mit im Kern romanischen Turm, Glockengeschoss bezeichnet 1662; teilweise klassizistische Ausstattung (1813–15); Bruchsteinstützmauer des ehemaligen Kirchhofs | Fotos hochladen |
| Wohnhaus                       | Schweizereck 12 Lage                                               | 1576                                | eingeschossiges spätgotisches Wohnhaus, bezeichnet 1576; tonnengewölbter Erdkeller | BW              |
| Wohnhaus                       | Zwerchgasse 3 Lage                                                 | um 1700                             | barockes Wohnhaus, teilweise Fachwerk (verputzt), um 1700 | BW              |
| Kalkbrennofen                  | östlich des Ortes am Böllenbach; Flur Im Schneckenfang Lage        | 1918                                | Doppel-Kalkbrennofen; Bruchsteinstützmaueranlagen, 1918 | BW              |
| Gewölbestall                   | südöstlich des Ortes an der Kirchmühle Lage                        | um 1850                             | Scheune der Kirchmühle mit dreischiffigem kreuzgratgewölbtem Stall, um 1850 | BW              |